# Doronicum austriacum
Doronic d'Autriche
Espèce
Classification phylogénétique
Doronicum austriacum, le Doronic d'Autriche, est une espèce de plantes à fleurs de la famille des Asteraceae.

## Description
C'est une plante herbacée vivace haute de 60 cm à 1,50 m, à tige dressée, rameuse. Les feuilles sont pubescentes, très rapprochées, embrassant la tige par de fortes oreillettes. Les inférieures sont plus petites, ovales, obtuses et dentées.
Les capitules sont grands, longuement pédonculés, de couleur jaune. 

## Répartition et habitat
Le Doronic d'Autriche est une plante de mégaphorbiaie qui affectionne les bois et ravins humides de la moyenne montagne.
Il est classé comme orophyte sud-européen. En France, on le trouve surtout dans le Massif central (entre 700 et 1 500 m) et dans la partie orientale des Pyrénées (Cerdagne, Capcir). Ailleurs, il est présent dans les Alpes orientales (lands de Styrie et de Carinthie en Autriche, Slovénie), ainsi que dans les Carpates, en particulier dans sa partie slovaque et ukrainienne.

## Synonyme
- Doronicum orphanidis Boiss.